# Krmelj (priimek)
Krmelj je priimek več oseb:
- Jan Krmelj (*1995), gledališčnik, režiser in pesnik
- Janez Krmelj (*1955), misijonar na Madagaskarju
- Maks Krmelj - Matija (1910 - 2004), slovenski partizan, narodni heroj, zadružni politik in gospodarstvenik
- Matevž Krmelj (1922 - 1943), bogoslovec
- Miran Krmelj (1941 - 2009), slovensko-hrvaški hokejist
- Polde (Leopold) Krmelj (1912 - 1943), kmečki gospodar v Poljanski dolini, pisec kronike (dnevnika), ubit od VOS
- Robert Krmelj, diplomat
- Samo Krmelj (*1973), alpinist in gorski vodnik
- Vesna Krmelj (*1967), umetnostna zgodovinarka, kustosinja (galeristka)
- Vincenc Krmelj (1927 - 1982), generalpodpolkovnik JLA
- Vlasta Krmelj, županja Selnice ob Dravi, energetičarka, dr. kem. tehnol.